# Egon von Tresckow
Pour les articles homonymes, voir Tresckow.
Egon von Tresckow (1907-1952) est un illustrateur et caricaturiste allemand. 

## Biographie
Egon von Tresckow (de) naît le 27 février 1907, à Montigny-lès-Metz, dans la banlieue de Metz en Lorraine. Metz est alors une ville de garnison animée d'Alsace-Lorraine. Le jeune Egon suit ses parents à Steinau, en Basse-Silésie. Après des études musicales, il occupe divers emplois avant d’être découvert par l’illustrateur Paul Simmel. Grâce à ce dernier, en 1927, Tresckow commence à travailler comme « dessinateur de presse », à Berlin.
À partir de 1930, Egon von Tresckow travaille comme animateur pour l'UFA, l'une des plus grandes sociétés de production cinématographique en Allemagne, qu'il quitte en 1943. Après la guerre, von Tresckow déménage à Cassel, où il travaille pour le Hessische Allgemeine, un quotidien régional.
Egon von Tresckow décède le 25 mars 1952 à Cassel en Hesse.

## Ses publications
- Das Märchen von einem, der auszog, das Fürchten zu lernen, Hessische Druck- und Verlags-Anstalt, Cassel, 1950.
- Vom Fischer und seiner Frau, Hessische Druck- und Verlags-Anstalt, Cassel, 1950.
- Das hässliche junge Entlein und Wie Vater und Sohn einen Esel kauften, Hessische Druck- und Verlags-Anstalt, Cassel, 1952.

## Sources
- Andreas C. Knigge, Comic Lexikon, Ullstein Verlag, Francfort-sur-le-Main, Berlin et Vienne, 1988. (p. 437–438)
- Bernd Dolle-Weinkauff, Comics - Geschichte einer populären Literaturform in Deutschland seit 1945. Beltz Verlag, Weinheim et Bâle, 1990.